# Parszywa 13
Parszywa 13 – album studyjny zespołu Oddział Zamknięty, wydany w roku 1997 nakładem ZPR Records.

## Lista utworów
1. "Pod włos" – 3:36
2. "Szkiełko" – 3:07
3. "Ropucha" – 4:48
4. "Szkoła naszym życiem jest" – 4:13
5. "Nie jestem święty" – 5:28
6. "Hymn o miłości" – 4:16
7. "Ponadczasowy plan" – 4:17
8. "I co dalej" – 4:18
9. "Życie we śnie" – 3:57
10. "Muchy w nosie" – 3:53
11. "Dealer" – 3:47
12. "Mądrala" – 4:47
13. "Oddział" – 3:41

## Muzycy
- Krzysztof Wałecki – śpiew
- Piotr Ożerski – gitara
- Wojciech Łuczaj Pogorzelski – gitara
- Aleksander Żyłowski – gitara basowa
- Marek Surzyn – perkusja
- Jacek Korzeniowski – instrumenty klawiszowe
- Marek Hojda – instrumenty klawiszowe
- Jarosław Szlagowski – perkusja w "Szkoła naszym życiem jest", "Życie we śnie", "Muchy w nosie" i "Oddział"[1]